# نورالدین طباطبایی‌نژاد
نورالدین طباطبایی‌نژاد (۱۳۱۹–۱۳۶۰) روحانی، سیاستمدار عضو حزب جمهوری اسلامی و نماینده مردم اردستان در دوره نخست مجلس شورای اسلامی بود.
طباطبایی‌نژاد در سال ۱۳۱۹ در روستای «زفرقند» از توابع شهرستان اردستان به دنیا آمد پدرش معمم بوده و وی نیز برای تحصیل دروس حوزوی ابتدا نزد پدر و سپس به قم رقت و از شاگردان گلپایگانی و روح‌الله خمینی بود. او در زمان  پهلوی به دلیل مخالفت با حاکمیت وقت چندین بار دستگیر و سپس آزاد شد. طولانی‌ترین دوره بازداشت او در سال ۱۳۵۶ شروع و تا ۱۳۵۷ ادامه می‌یابد.
وی پس از انقلاب به حزب جمهوری اسلامی پیوسته و از منطقه اردستان وارد  مجلس شورای اسلامی در دوره اول می‌گردد. او در بمب‌گذاری در دفتر حزب جمهوری اسلامی کشته می‌شود.